# Filipe Neri Ferrão
Dom Filipe Neri António Sebastião do Rosário Ferrão (nascut el 20 de gener de 1953) és un prelat indi de l'Església catòlica. Ha servit com a arquebisbe de Goa i Damão des del 2004, i anteriorment com a bisbe auxiliar de la mateixa arxidiòcesi des del 1993 fins al 2004. Ferrão va ser creat cardenal pel papa Francesc el 2022. És el sisè prelat d'origen goan que va assolir el rang,, però el primer a ser simultàniament arquebisbe de Goa i Daman des que s'hi va establir una seu episcopal el 1557.

## Biografia

### Primers anys i educació
Ferrão va néixer el 20 de gener de 1953 a Mapusa, Goa, fill d'Agostinho Lourenço Tomé Ferrão i Maria Palmira Eugênia Gertrudes da Conceição Nazaré; és el més petit dels seus tres fills. Després de completar el Curs Preparatori al Seminari Menor de Nostra Senyora, Saligao-Pilerne, Goa, va anar a estudiar filosofia i teologia al Seminari Papal de Pune. Ferrão va ser ordenat sacerdot el 28 d'octubre de 1979. Els seus encàrrecs pastorals van ser: Vicari parroquial a Salvador do Mundo el 1979 i a Chinchinim del 1981 al 1984; Prefecte de Disciplina al Seminari Menor de Nostra Senyora, Saligão-Pilerne, de 1984 a 1986, on també va ser Director de la Comissió Vocacional del Clergat Diocesà.
Després Ferrão va estudiar a la Pontifícia Universitat Urbaniana, obtenint una llicenciatura en Teologia Bíblica el 1988, i després a Brussel·les a l'Institut Internacional Lumen Vitae, obtenint una nova llicenciatura en catequètica i teologia pastoral el 1991.
De tornada a Goa, va ser el primer director del Centre Diocesà d'Apostolat Laic de 1991 a 1994. Allà va llançar la publicació de llibrets de reflexions bíbliques diàries per als fidels: Daily Flash i Jivitacho Prokas . Les seves altres assignacions incloïen Coordinador de l'Equip de Trasllats de Sacerdots de 1992 a 1997; Assessor eclesiàstic del Gremi Mèdic de Sant Lluc, Goa, de 1992 a 1994, i vicari episcopal per a la zona nord de l'arxidiòcesi, de 1993 a 1994.
Parla el konkani, l'anglès, el portuguès, l'italià, el francès i l'alemany.

### Bisbe i arquebisbe
El papa Joan Pau II el va nomenar bisbe auxiliar de Goa i Damão i bisbe titular de Vanariona el 25 de gener de 1994. Va rebre la seva consagració episcopal el 10 d'abril de 1994 de mans de l'arquebisbe Raul Nicolau Gonçalves a la catedral de Se a l'antiga Goa, amb els bisbes Aleixo das Neves Dias i Ferdinand Joseph Fonseca com a co-consagradors.
El 16 de gener de 2004, el papa Joan Pau el va nomenar arquebisbe de Goa i Damão amb el títol honorífic de Patriarca de les Índies Orientals. Va ser instal·lat com a arquebisbe el 21 de març de 2004.
El 25 de novembre de 2006, l'arxidiòcesi de Goa i Damão es va reorganitzar com una arxidiòcesi metropolitana amb una diòcesi sufragània i ja no subjecta directament a la Santa Seu. El papa Benet XVI va nomenar Ferrão el seu primer arquebisbe.

### Cardenal
El 29 de maig de 2022, el papa Francesc va anunciar que tenia previst convertir Ferrão en cardenal. El 27 d'agost de 2022, el papa Francesc el va nomenar cardenal prevere, assignant-li el títol de Santa Maria in Via.